# علي بن محمد الحبردي
علي بن محمد العطاوي الحبردي العتيبي مؤلف سعودي مؤلف من مواليد منطقة حائل عام 1943م ـ المملكة العربية السعودية.

## من أعماله
- مؤلف أول كتاب شامل عن الإبل في منطقة الخليج طبع عام 1409هـ وترجم إلى اللغة الإنجليزية،
- له رواية بعنوان (مزنة) ورواية بعنوان (حمى قفار)، * له ثلاث مجموعات قصصية (حلم فوق الماء، بحيرة العطش، كهوف الصمت)،
- له كتاب (المؤامرة والتكذيب)،
- له بحث تراثي (العمارة التقليدية في المنطقة الشمالية)،
- له أول بحث تراثي عن (الذئب في جزيرة العرب)،
- له نظرية عن بناء الأهرام بالطين نوقشت في جامعة الملك فهد للبترول والمعادن بالظهران، وكلية الآثار بجامعة الملك سعود ونشرت بالتفصيل في مجلة اليمامة عام 1420هـ وتعتبر أول نظرية أشارت إلى بناء الأهرامات من الطين،
- ساهم في تحرير ومراجعة الموسوعة الثقافية التقليدية بالمملكة العربية السعودية المكونة من 12 مجلدا،
- له أعمال تشكيلية ومشاركات في معارض خاصة أقام معرضه التشكيلي الأول بالخبر بعنوان (النفود)،
- شارك في مهرجان الجنادرية 14 بلوحة (عنوفوان)،
- حاصل على براءة الاختراع رقم (8) من مدينة الملك عبد العزيز للعلوم والتقنية عن ابتكار لكتابة الحرف العربي بطريقة جديدة،
- وحصل على الميدالية الفضية من مؤسسة الملك عبد العزيز ورجالة لرعاية الموهوبين في معرض المخترعين بجامعة الملك فهد في شهر مارس 2005م عن هذا الابتكار.